# Дубневич Богдан Васильович
Богда́н Васи́льович Дубне́вич (нар. 10 травня 1962, Зубра Пустомитівського району Львівської області) — бізнесмен та політик, фігурант антикорупційних розслідувань, голова Солонківської сільської ради Львівської області, президент ТОВ АПП «Львівське», колишній депутат Львівської обласної ради та Верховної Ради України 8-го скликання. Старший брат фігуранта антикорупційних розслідувань та колишнього політика — Ярослава Дубневича.  

## Біографічні відомості

### Освіта
З 1969 року навчався в Зубрянській восьмирічній школі, У 1972 році переїхав до Львова й продовжив навчання у Львівській СШ № 42. У 1977—1979 рр. навчався у взуттєвому училищі Львова № 32. У 1980—1982 рр. служив старшим сержантом у лавах Збройних сил. Закінчив Інститут економіки та менеджменту Національного університету «Львівська політехніка» за спеціальністю менеджмент зовнішньоекономічної діяльності.

### Трудова діяльність
У 1979 році працював на «Фабриці індивідуального пошиття та ремонту взуття».
1984—1989 рр. — Пустомитівський райпобуткомбінат — пресувальник, бригадир пресувальників.
1989 року засуджений на 8 років позбавлення волі за розкрадання державного майна в особливо великих розмірах (ст. 86-1 КК УРСР). 1992 року достроково звільнений за станом здоров'я.
1993—1994 році був головою сільськогосподарського виробничого підприємства «Львівське», яке створили на базі колишнього радгоспу в Пустомитівському районі.
1994 р. — ТзОВ «ОСКАР»- директор.
У 1998 році заснував ТОВ АПП «Львівське», де став директором.
2002—2006 рр. — Пустомитівська районна рада — депутат, заступник голови бюджетного комітету.
2003–2014 рр. — НВП «Колійні технології» (Корпорація «Колійні ремонтні технології») — президент.
2022 став головою ОТГ на Львівщині

## Політична діяльність
У 2002 році балотувався в народні депутати.
2006—2010 рр. обраний депутатом Львівської обласної ради від БЮТ.
У 2010 році обраний депутатом Львівської обласної ради від партії «Відродження».
У 2012 році його участь в парламентських виборах супроводжувалася конфліктами з регіональним штабом ВО «Батьківщина» і в процесі передвиборчої кампанії він був виключений зі списків цієї партії.
У 2014-2019 рр. народний депутат Верховної Ради України VIII скликання. На позачергових виборах до Верховної Ради, які відбулися 26 жовтня 2014 року, Богдан Дубневич переміг на одномандатному виборчому окрузі № 118 (Львівська область), набравши 50 820 голосів виборців. Член депутатської фракції Блоку Петра Порошенка. Голова підкомітету з питань державних інвестиційних проєктів та аналізу ефективності управління підприємствами державного сектору економіки Комітету Верховної Ради України з питань бюджету.
Колишній член групи з міжпарламентських зв'язків із В'єтнамом, Уругваєм, Йорданією, Чехією, Парагваєм, Польщею, Німеччиною та КНР.
За час 2014—2019 — згідно з аналітикою видання «Слово і Діло» Дубневич виконав 73 % своїх виборчих обіцянок.
У 2020 році обраний головою Солонківської територіальної громади Львівської області.

## Звинувачення в корупції
У ЗМІ неодноразово публікувалися дані, що комерційні структури, пов'язані з Богданом Дубневичем та його молодшим братом Ярославом, регулярно вигравали тендери на постачання запчастин для Укрзалізниці. Тільки за 2016 рік державна компанія закупила в них товарів на суму близько 1 млрд грн. Сумніви в їх необхідності висловлював навіть міністр інфраструктури Володимир Омелян. При цьому в самих тендерах могла бути присутня корупційна складова. Того ж 2016 року у його декларації про доходи працівники НАЗК знайшли неточності вартістю майже 3 млн. грн, що зробило його на третьому місці у списку ТОП-корупціонерів України.
У січні 2018 року НАБУ повідомило про викриття схеми розкрадання газу на ТЕЦ братів Дубневичів, однак слідство не встановило причетність Дубневичів до розкрадання газу на належних їм ТЕЦ протягом 2013-15 років.
6 лютого 2019 року Національне агентство з питань запобігання корупції виявило ознаки корупційного правопорушення в декларації народного депутата Богдана Дубневича. 29 жовтня 2019 року детективи та прокурори провели обшук в будинку Богдана Дубневича та їхніх родичів, обшуки було здійснено за фактами можливої легалізації (відмивання) доходів, одержаних злочинним шляхом, умисного ухилення від сплати податків та недостовірного декларування колишнім і чинним нардепами. За попередньою оцінкою слідства, особи, причетні до злочину впродовж 2013 – 2018 років, легалізували понад 2 млрд грн доходів, одержаних злочинним шляхом.

### На посаді голови Солонківської ОТГ
У січні 2024 року стало відомо що поліція розслідує факти переплати під час закупівлі Солонківською сільрадою великої партії військової форми для 103 ОБрТрО. Йдеться про тендер на майже 42 млн грн, який відбувся минулого року, а завдані збитки, за версією слідства, перевищують 15 млн грн.
Протягом серпня-вересня 2024 року правоохоронці затримали на хабарях двох заступників Дубневича. 23 серпня — заступника з питань діяльності виконавчих органів та міжнародних відносин, Андрія Жидачека затримали під час отримання хабаря за сприяння у вирішенні земельного питання, того ж дня Богдан його звільнив (однак у грудні того ж року призначив його інспектором з міжнародної діяльності та проєктів, і вже через декілька місяців він отримав ще одну підозру за переплату на закупівлях РЕБ-систем для Збройних сил). 18 вересня затримали першого заступника Дубневича — Миколу Пущака, що обіймав цю посаду з 2020 року. За даними слідства, фігурант вимагав гроші за вирішення «земельних питань».

## Громадська діяльність, волонтерство
За даними власної прес-служби, у липні 2014 року Богдан закупив для 24-й бригади 50 бронежилетів, 50 шоломів, приціли, тепловізор.
2017 року брати Дубневичі передали військовим з АТО 5 позашляховиків.
2018 року за фінансування Фонду братів Дубневичів у Лисичанську відбулася презентація волонтерського проєкту «Якби не війна…».

## Скандали
У квітні 2015 року великий резонанс серед екологів та захисників тварин викликали фотографії, які Б. Дубневич викладав на своїй сторінці у соцмережах. На них він був зображений на фоні різноманітних вбитих тварин.
«Я не проти вулиці Вернадського. Але за землю людям треба заплатити за комерційною ціною», — у серпні 2021 року Богдан Дубневич відмовився надати дозвіл «Львівавтодору» на виготовлення проєкту землеустрою та готовність викупу земельних ділянок, які потрапляють у проєктні межі майбутньої дороги.
У квітні 2018 року поліція допитала Богдана Дубневича за порушення ним ПДР.
Син Богдана втік від війни. 28-річний Павло Дубневич залишив Україну одразу після початку повномасштабного вторгнення росіян і станом на липень 2023 року жодного разу не приїжджав до України. З журналістами на контакт не йде, зв’язатися з ним намагалися медійники.

## Родина
- Одружений з Тетяною Дубневич, має двох доньок і сина.
- Зять — Гичка Назарій Михайлович, співвласник оздоровчого центру «Медичний Львів», співвласник ТОВ "Мисливське господарство «Вепр».
- Сват — Гичка Михайло Михайлович, депутат Львівської облради, головний лікар Львівської обласної клінічної лікарні.
- Брат — Ярослав Дубневич, народний депутат Верховної Ради України VII скликання.

|  |